# Falcão Indústria e Comércio de Plásticos
Falcão Indústria e Comércio de Plásticos Ltda. war ein brasilianischer Hersteller von Automobilen.

## Unternehmensgeschichte
Das Unternehmen wurde 1973 in Rio de Janeiro zur Automobilproduktion gegründet. Der Markenname lautete Falcão. Anfang der 1980er Jahre endete die Produktion.

## Fahrzeuge
Das erste Modell war eine Mischung aus Sportwagen und VW-Buggy. Ein ungekürztes Fahrgestell von Volkswagen do Brasil mit Heckmotor bildete die Basis. Die offene Karosserie aus Fiberglas hatte keine Türen.
1977 folgte der Falcão-2. Sein VW-Fahrgestell war um 25 cm gekürzt. Die Optik war ebenfalls geändert.
1978 wurde der Falcão Super auf einer Automobilausstellung präsentiert. Er hatte ein Hardtop.